# Way 2 Sexy
«Way 2 Sexy» es una canción del rapero canadiense Drake con los raperos estadounidenses Future y Young Thug. Lanzado el 3 de septiembre de 2021, como la séptima pista del sexto álbum de estudio de Drake, Certified Lover Boy, es una versión con mucho bajo de "I'm Too Sexy" (1991) de Right Said Fred, que interpola a lo largo del coro y estribillo. Un video musical cómico fue lanzado el mismo día que la canción y muestra a los artistas rendir homenaje a numerosos eventos e íconos de la cultura pop. "Way 2 Sexy" recibió respuestas mixtas de los críticos, particularmente debido a su muestra y letra, y algunos lo consideraron un álbum destacado debido a su sonido optimista, mientras que otros lo criticaron como "vergonzoso".
La canción ha sido anunciada como el sencillo principal del álbum. Se planeó publicarlo el 27 de agosto de 2021, una semana antes del álbum, pero esa fecha de lanzamiento no se materializó y se estrenó como una pista de álbum.

## Antecedentes
Se rumoreaba que inicialmente iba a ser lanzado el 27 de agosto de 2021, para desafiar a Kanye West con su álbum Donda; DJ Akademiks publicó imágenes de la filmación del video y afirmó que coincidiría con el lanzamiento de West, en medio de la disputa entre West y Drake. Drake, Future y Thug colaboraron previamente en "D4L" de Drake de su mixtape Dark Lane Demo Tapes (2020).

## Composición
Una pista con mucho bajo, muestra el sencillo de 1991 del dúo británico Right Said Fred "I'm Too Sexy". Future interpreta el coro, reelaborando el gancho de la pista muestreada, rapeando sobre cómo es "demasiado sexy para tu chica, demasiado sexy para el mundo, su fama y su cadena". Drake ofrece líneas sobre sexo seguro y cuestiona un "thotty" sobre sus motivos. El verso de Future contiene "rimas tóxicas sobre mujeres fantasmas", con Thug cerrando la pista, alardeando de cómo es capaz de malcriar a su novia con regalos caros.

## Video musical
El vídeo se estrenó el mismo día que la canción y el álbum, dirigido por Dave Meyers, que también dirigió el vídeo de Drake «Laugh Now Cry Later». Considerado como un vídeo "tongue-in-cheek", el video comienza con una falsa advertencia de OVO que dice: "La visualización frecuente puede provocar un embarazo". Se ve a Drake alternando entre varios personajes, empezando por parodiar el vídeo musical de «Call on Me» de Eric Prydz, como un instructor de ejercicio masculino en forma de Popeye, mientras que también aparece en portadas de novelas románticas, caminando sin camiseta por la playa con un traje de gordo, y retratando a un héroe de acción, mientras muestra sus "armas" en Drambo: Thirst Blood, una parodia de la película Rambo: First Blood. Con un vestuario completamente de blanco, Drake, Future y Thug forman una boyband, recreando los vídeos de «Water Runs Dry» de Boyz II Men y «I Want It That Way» de Backstreet Boys, con un cameo del jugador de baloncesto Kawhi Leonard. Drake también utiliza los movimientos de baile de Michael Jackson que utilizó en el video de «Black or White», Future lleva un traje de Prince visto en el vídeo de Prince and the New Power Generation «Sexy M. F.», mientras que Young Thug muestra sus looks vacacional en una sesión de fotos para un calendario. Más tarde, Drake interrumpe el vídeo para un falso anuncio en blanco y negro en el que anuncia una nueva fragancia llamada "Wet by Drake". Aaron Williams de Uproxx resumió el vídeo como "Drake se burla de los ideales de la cultura pop sobre el atractivo sexual a través de las décadas".

## Posicionamiento en las listas
| Chart (2021)                              | Peak position |
| ----------------------------------------- | ------------- |
| Alemania (Offizielle Deutsche Charts)     | 66            |
| Australia (ARIA)                          | 7             |
| Austria (Ö3 Austria Top 40)               | 28            |
| Canadá (Canadian Hot 100)                 | 4             |
| República Checa (Singles Digitál Top 100) | 59            |
| Global 200 (Billboard)                    | 2             |
| Francia (SNEP)                            | 28            |
| Grecia (IFPI)                             | 4             |
| Hungría (Stream Top 40)                   | 32            |
| Islandia (Plötutíðindi)                   | 13            |
| Irlanda (IRMA)                            | 15            |
| Italia (FIMI)                             | 57            |
| Lituania (AGATA)                          | 19            |
| Nueva Zelanda (Recorded Music NZ)         | 7             |
| Noruega (VG-lista)                        | 18            |
| Países Bajos (Mega Single Top 100)        | 60            |
| Eslovaquia (Singles Digitál Top 100)      | 32            |
| Sudáfrica (RISA)                          | 6             |
| Suecia (Sverigetopplistan)                | 25            |
| Suiza (Schweizer Hitparade)               | 13            |
| Reino Unido (UK Singles Chart)            | 11            |
| Reino Unido (UK R&B Chart)                | 5             |
| Estados Unidos (Billboard Hot 100)        | 1             |
| Estados Unidos (Hot R&B/Hip-Hop Songs)    | 1             |
| Estados Unidos (Rhythmic)                 | 26            |